# Ноум (Аљаска)
Ноум (енгл. Nome) град је у америчкој савезној држави Аљаска.

## Демографија
По попису из 2010. године број становника је 3.598, што је 93 (2,7%) становника више него 2000. године.
| Група             | 2000.         | 2010.         |
| Белци             | 1.308 (37,3%) | 1.063 (29,5%) |
| Афроамериканци    | 30 (0,9%)     | 18 (0,5%)     |
| Азијати           | 54 (1,5%)     | 78 (2,2%)     |
| Хиспаноамериканци | 72 (2,1%)     | 85 (2,4%)     |
| Укупно            | 3.505         | 3.598         |